# Melvin (Teksas)
Melvin – miasto w Stanach Zjednoczonych, w stanie Teksas, w hrabstwie McCulloch.